# Le ricordanze
Le ricordanze è una poesia di Giacomo Leopardi, scritta nel 1829, che fa parte della raccolta dei Canti.

## Testo
Al centro del testo vi è "ricordanza", ovvero uno degli elementi-chiave della poetica idillica. Leopardi, tornato dopo alcuni anni a Recanati, ritrova nella casa paterna e nel paese natale le memorie del sé stesso di un tempo, e misura con sofferenza ciò che la natura ha inflitto a lui, come a tutti gli altri esseri che dall'infanzia e adolescenza, luminose e piene di speranze e sogni, passano a un'età adulta segnata dal disinganno.
Il tema viene svolto con ampiezza (173 endecasillabi sciolti, suddivisi in sette strofe di varia estensione), con un continuo rimando dal passato al presente, e viceversa. Solo la strofa centrale, ai versi 95-103, si rivolge al futuro, e lo identifica con la morte, "invocata" e tuttavia ancora turbata dall'amarezza del ricordo. E il canto si chiude affermando che fino alla morte nessun moto del suo animo potrà essere disgiunto dalla "rimembranza acerba".

## Stile
Il testo è caratterizzato dal libero fluire della memoria attraverso immagini ed esperienze diverse della fanciullezza e della prima giovinezza. La materia autobiografica, che pure offre evidenti punti di contatto con altri canti (soprattutto "A Silvia"), appare espressa in forma più diretta ed effusa, sia nel richiamo a momenti sereni e dolci (le sere in giardino, gli allegri giochi coi fratelli), sia nell'affiorare dell'angoscia (la tentazione del suicidio, il dolore per la morte di Nerina). Un aspetto che contrasta con i caratteri idillici si può cogliere nella polemica contro il "natio borgo selvaggio" e la sua "gente zotica, vil", incapace di riconoscere la grandezza del poeta.